# 스위스 녹색당

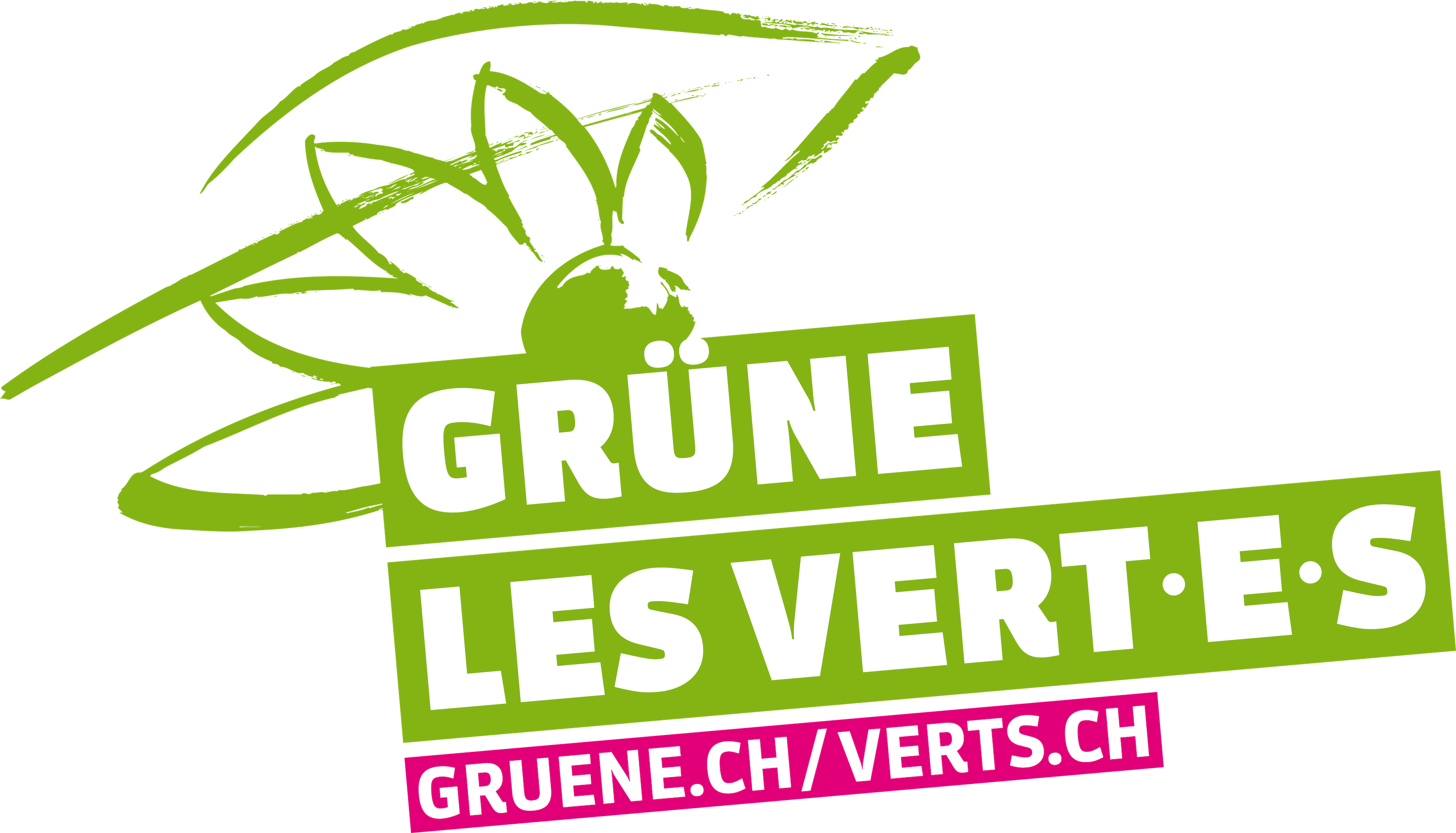

스위스 녹색당(스위스 綠色黨, 독일어: Grüne Partei der Schweiz, GPS, 그뤼네 파르타이 데어 슈바이쯔, 제페에쓰[*], 프랑스어: Les vert-e-s - Parti écologiste suisse, PES 르 베 - 파티 에꼴로지스트 쉬스[*], 이탈리아어: 
I Verdi-Partito ecologista svizzero, PES 이 베르디 - 파르티토 에콜로지스타 스비제로[*], 로만슈어: La Verda-Partida ecologica svizra)은 스위스의 진보주의 정당이다. 스위스의 하원인 국민의회에서는 11석, 상원인 전주의회에서는 1석을 보유하고 있다. 불어, 로만슈어 이름은 녹색-스위스 환경주의자당이라는 뜻을 담고있다.
1983년에 창당된 정당으로 당의 노선은 진보주의, 녹색 정치, 유럽통합주의의 스펙트럼을 가지고 있으며 중앙당사는 베른에 위치한다.

## 역사
세계 최초의 녹색당인 스위스 녹색당은 1971년 스위스 프랑스어권의 작은 마을인 노이샤텔(Neuchâtel)에서 지역정당으로 창당되었다. 1979년 최초로 다니엘 브렐란츠(Daniel Brélaz)가 이 당 소속으로 국민의회에 진출하였다. 당시 이름은 취리히 녹색당-환경보호를 위한 연합체였다. 이 외에도 다른 칸톤에서의 환경주의 정당이 1983년 5월 독일 바덴뷔르템베르크주의 프라이부르크에 모여서 당을 연합하였고, 스위스 녹색당이 공식 출범하게 된다. 스위스 녹색당은 독일 최초의 녹색당인 브레멘 녹색주의자 명단보다도 8년가량 빠른 가장 선진적인 정당으로 평가된다. 1990년 녹색대안당과 녹색연맹이 현재의 스위스 녹색당에 가입함으로써 최종적인 현대 녹색당의 체제가 완성되었다. 1987년, 스위스 녹색당은 독일 녹색당, 에콜로, 흐룬과 함께 유럽 녹색당에 가입했다.
2007년 거듭되는 좌경화와 당의 주류 세력이었던 사회주의 당직자들에 반발한 자유주의 성향의 중도파 당원들이 녹색당을 탈당해 스위스 녹색자유당을 창당하였다.
2015년 총선에서 11석을 얻어 제 1야당으로 활동하게 되었다. 2019년 다가올 총선의 여론조사에서 스위스 녹색당은 평균 11%의 지지율을 유지했다.

## 정책
경제적으로는 사회민주주의/민주사회주의를 주장하며, 외교적으로는 유럽통합주의를 주장하는 좌익 정당이다. 원자력 발전소를 반대하며, 환경 문제 공론화를 적극 지지한다. 또한 석유 에너지의 단절을 위해 기름값 인상에 호의적인 편이다. 경제적으로 최저임금 인상과 노동인권 확대를 주장한다. 외교적으로는 스위스의 고립적 외교를 반대하며, 유럽연합 가입을 주장한다. 추가하여 난민 수용을 옹호하기도 한다.

## 역대 선거 결과
| 선거        | 합계    | 득표율 | 의석     | +/– |
| ----------- | ------- | ------ | -------- | --- |
| 1979년 총선 | 11,583  | 0.6%   | 1 / 200  | 1석 |
| 1987년 총선 | 37,079  | 1.9%   | 3 / 200  | 2석 |
| 1987년 총선 | 94,378  | 4.9%   | 9 / 200  | 6석 |
| 1991년 총선 | 124,149 | 6.1%   | 14 / 200 | 5석 |
| 1995년 총선 | 96,069  | 5.0%   | 8 / 200  | 4석 |
| 1999년 총선 | 96,807  | 5.0%   | 8 / 200  | 0석 |
| 2003년 총선 | 156,226 | 7.4%   | 13 / 200 | 5석 |
| 2007년 총선 | 222,206 | 9.6%   | 20 / 200 | 7석 |
| 2011년 총선 | 205,984 | 8.4%   | 15 / 200 | 5석 |
| 2015년 총선 | 177,938 | 7.1%   | 11 / 200 | 4석 |
| 2019년 총선 | -       | -%     | 0 / 200  | -석 |

## 같이 보기
- 녹색당
- 녹색정치